# Jesup (Georgia)
Jesup ist eine City im US-Bundesstaat Georgia und der County Seat des Wayne County. Sie hat 9841 Einwohner (Stand: 2019). Bei Jesup befindet sich das Federal Correctional Institution, Jesup.

## Geschichte
Im Februar 1869 hatte Willis Clary mit dem Bau eines zweistöckigen Hotels in der Nähe der Kreuzung der Macon and Brunswick Railroad und der Atlantic and Gulf Railroad begonnen, und vier Geschäfte waren in der Gegend entstanden. Clary wurde zu einer treibenden Kraft für die Gründung dessen, was Jesup werden sollte, und war der erste Bürgermeister.
Im September 1869 umfasste die Stadt neben Clarys Hotel bereits fünf Geschäfte, ein Sägewerk und eine Eisenbahngaststätte. Im Dezember 1869 war die Gemeinde als Jesup bekannt geworden. Jesup wurde nach Thomas Jesup benannt, einem General während des Zweiten Seminolenkrieges.
Das Gebiet war damals Teil des Appling County in Georgia. Am 27. August 1872 wurden die östlichen Teile der Appling County dem Wayne County hinzugefügt. 1873 wurde der Sitz des Wayne County von Waynesville nach Jesup verlegt.

## Demografie
Nach der Schätzung von 2019 leben in Jesup 9841 Menschen. Die Bevölkerung teilte sich im selben Jahr auf in 53,5 % Weiße, 38,4 % Afroamerikaner, 1,3 % Asiaten und 4,2 % mit zwei oder mehr Ethnizitäten. Hispanics oder Latinos aller Ethnien machten 11,5 % der Bevölkerung aus. Das mittlere Haushaltseinkommen lag bei 39.933 US-Dollar und die Armutsquote bei 20,9 %.

## Söhne und Töchter der Stadt
- David Carter (1952–2020), Autor
- David Larson (* 1959), Schwimmer
- Tasha Cobbs Leonard (* 1981), Gospel-Sängerin